# Fenjan Albalad
Fenjan Albalad (arabisch فنجان البلد, DMG Finǧān al-Balad) ist eine palästinensische schwarze Comedy-Fernsehserie, die von Abdulrahman Daher geschrieben und inszeniert wurde. Die Staffeln wurden 2013 und 2014 auf Roya TV und 2015 auf dem Alaraby TV in London gezeigt. Die Serie besteht aus drei Staffeln und 60 einzelnen Episoden und wurde in Palästina und Jordanien gedreht. Einige Episoden der Serie wurden in den Archiven der jordanischen Nationalbibliothek aufbewahrt.

## Handlung
Die Geschichten der Serie greifen sensible politische und soziale Themen auf, die eng mit Palästina und der Arabischen Welt verknüpft sind. Sie üben klare Kritik an der Korruption innerhalb der Regierungen und bei den Verantwortlichen.

## Produktion

### In Palästina
Die erste Staffel wurde 2013 in Palästina produziert und auf Roya TV, einem jordanischen Fernsehsender, ausgestrahlt. Die Serie sorgte für viel Aufsehen, da sie einen einzigartigen politischen Ansatz verfolgte und offen die Korruption in der Palästinensischen Autonomiebehörde kritisierte. Das führte zu erheblichen Kontroversen und rechtlichen Schritten, die der Produktionsfirma auferlegt wurden. Infolgedessen entschlossen sich der Regisseur und Drehbuchautor Abdulrahman Daher sowie sein Team, für die nächsten Staffeln nach Jordanien zu ziehen.

### In Jordanien
Die zweite Staffel wurde 2014 in Jordanien gedreht und auf Roya TV ausgestrahlt. Diese Staffel sorgte dafür, dass die Palästinensische Nationale Behörde das Büro von Roya TV in Ramallah vorübergehend schließen ließ, weil einige Inhalte als beleidigend gegenüber der palästinensischen Regierung empfunden wurden. Aufgrund dieses Drucks war es Roya TV nicht möglich, die dritte Staffel zu produzieren und auszustrahlen.
Im Jahr 2015 unterzeichnete Regisseur Abdulrahman Daher einen Vertrag mit Alaraby TV in London zur Produktion und Ausstrahlung der dritten Staffel. Fünf Jahre später, im Jahr 2020, wurde Daher nach seiner Rückkehr nach Palästina von der Palästinensischen Autonomiebehörde verhaftet. Ihm wurde vorgeworfen, er habe die Behörde durch seine Fernseharbeit beleidigt. Sein Prozess erregte große Aufmerksamkeit in den Medien und veranlasste Aktivisten, Journalisten und Menschenrechtsverteidiger, seine Freilassung zu fordern. Nach zwei Jahren Rechtsstreit gipfelte dies 2022 in seinem Freispruch.

## Staffeln der Serie
| Staffel        | Episoden | Erstausstrahlung | Produktionsland | Rundfunknetz |
| -------------- | -------- | ---------------- | --------------- | ------------ |
| Erste Staffel  | 30       | 2013             | Palästina       | Roya TV      |
| Zweite Staffel | 15       | 2014             | Jordanien       | Roya TV      |
| Dritte Staffel | 15       | 2015             | Jordanien       | Alaraby TV   |

## Besetzung
Abdulrahman Daher ist Autor und Regisseur der drei Staffeln der Serie und wurde bei der Ideenfindung für einige Episoden von Mahmoud Rizk, Abdullah Inkhali, Ayser Barghouti und anderen unterstützt.
Jamal Al Tamimi aus Jordanien und Sameh Karim aus Palästina fungierten als Kameraleute, während Mahmoud Rizk aus Palästina und Anwar Khalil aus Jordanien als Produktionsleiter tätig waren. Das Make-up der Serie stammte von Osama Al Nahhas aus Syrien.

### Akteure
| Hauptdarsteller   | Nebendarsteller | Gaststars    |
| ----------------- | --------------- | ------------ |
| Abdulrahman Daher | Saleh Hamad     | Rawan Farhat |
| Mahmud Rizik      | Reem Sharha     | Ali Daragma  |
| Abdullah Inkhaili | Lama Rabah      | Imad Saber   |
| Musa Allawi       | Fawaz Mugari    | Fayha Saber  |
|                   | Ahmed Zaki      | Fadi Samana  |
|                   | Kimo            | Tareq Yousef |
|                   | Muna Innab      |              |
|                   | Shadi Ashi      |              |
|                   | Ranin Bajjah    |              |
|                   | Odai Sameer     |              |
|                   | Ibrahim Badwan  |              |
|                   | Fadwa Qamhiyya  |              |
|                   | Mais Asi        |              |
|                   | Shams Asi       |              |

| Hauptdarsteller   | Nebendarsteller | Gaststars      |
| ----------------- | --------------- | -------------- |
| Abdulrahman Daher | Yasmine Dalu    | Anwar Khalil   |
| Mahmud Rizik      | Fahed Hiwwadi   | Khalil Mustafa |
| Munzer Khalil     | Osamah Kanaan   | Luna Beshara   |
| Yehia Ibrahim     | Seem Mahasnah   | Tahrir Qarioti |
|                   | Rinad Thalji    | Rana Suleiman  |
|                   | Raid Ayasah     | Rasmiya Abdu   |

| Hauptdarsteller   | Nebendarsteller |
| ----------------- | --------------- |
| Abdulrahman Daher | Yasmine Dalu    |
| Mahmud Rizik      | Fahed Hiwwadi   |
| Abdullah Inkhaili | Osamah Kanaan   |
| Yehia Ibrahim     | Rinad Thalji    |
| Ola Yaseen        | Shuq Taimor     |